# Clavidisculum caricis
Clavidisculum caricis är en svampart som beskrevs av Raitv. 1970. Clavidisculum caricis ingår i släktet Clavidisculum och familjen Hyaloscyphaceae.  Utöver nominatformen finns också underarten minor.
I den svenska databasen Dyntaxa används istället namnet Cistella caricis för samma taxon.  Arten är reproducerande i Sverige.